# Британская оккупация Датской Вест-Индии
Британская оккупация Датской Вест-Индии (англ. Invasion of the Danish West Indies) началась во время Наполеоновских войн и проходила с перерывами с начала 1801 по 20 ноября 1815 года.

## Предыстория
Во время поздних этапов Французских революционных войн Дания, Норвегия, Пруссия и Швеция создали Вторую лигу вооруженного нейтралитета, намереваясь защитить свою торговлю на Балтике от англичан. Однако в апреле 1801 года Британия напала на Данию, обстреляв Копенгаген. Незадолго до этого, в конце марта, британский флот прибыл в Сент-Томас, один из островов Датской Вест-Индии. Датчане приняли требования британцев о капитуляции, и британцы заняли острова без боя. Британская оккупация продлилась до апреля 1802 года, когда англичане вернули острова Дании.

## Оккупация
После начала Наполеоновских войн, в 1804 году Великобритания начала новую кампанию в Вест-Индии. К 1810 году все французские, голландские и датские колонии в регионе оказались под контролем союзников.
Оккупация датской Вест-Индии стала следствием опасений Великобритании, что Дания заключит союз с Наполеоном. Военные действия между Данией и Великобританией вновь вспыхнули в результате очередного вторжения британцев в Данию и бомбардировки Копенгагена в августе 1807 года, когда британцы атаковали датскую столицу, чтобы не допустить попадания датско-норвежского флота в руки Наполеона.
В Вест-Индии адмирал сэр Александр Кокрейн был готов к вторжению в датские колонии с тех пор, как 2 сентября 1807 года получил предупреждение о вероятности начала военных действий с Данией и Норвегией. В октябре корабли британского Королевского флота начали захватывать датские суда в море.
5 декабря 1807 года британский корабль прибыл на Барбадос с известием о войне с Данией. Адмирал Кокрейн немедленно отплыл на своем флагмане вместе с эскадрой. В состав экспедиции входили войска 70-го и 90-го пеших полков под командованием командующего армией генерала Генри Боуйера.
Сент-Томас сдался 22 декабря, а Санта-Крус — 25 декабря.